# 下寮子車站
下寮子車站位於臺灣臺南市東山區，是臺灣糖業鐵路烏樹林線的車站。

## 車站構造
- 單式月臺1面1線的地上車站（廢止時）。

## 車站周邊
- 下寮子

## 歷史
- 1944年6月16日：新營－烏樹林－番社（東山）路線營運。
- 年月日不詳：營運。
- 1979年9月1日：隨著烏樹林線停止載客而廢站。

## 現況
- 站房、軌道有保存下來（2019年1月之狀況）。
- 2007年時有烏樹林－東山復舊的觀光化計劃[1]。